# Can Vall
Can Vall és un mas al poble de Navars (Bages) catalogat a l'Inventari del Patrimoni Arquitectònic de Catalunya. Can Vall és una gran propietat que participa en molt activament en l'evolució de Navars des de principis del s.XIX i XX. La casa és però una construcció dels s.XVI i XVII; tingué un paper decisiu alhora de l'expansió urbanística de Navars i també dins el creixement material del poble. Els diferents hereus han participat generosament en obres socials i el passeig de Navars porta el nom d'un d'ells, Ramon Vall. La masia de Can Vallés una masia de planta rectangular que correspon a l'estructura clàssica de masia (corresponen al primer grup definit per J. Danés) que per la seva tipologia ofereix pocs recursos i possibilitats de modificació i ampliació a partir del cos central ; amb coberta a doble vessant i el carener paral·lel a la façana la masia està orientada a llevant i l'entrada principal és a ponent.